# Fanny Lecluyse
Pour les articles homonymes, voir Lecluyse.
Fanny Lecluyse, née le 11 mars 1992 à Courtrai, est une nageuse belge.
Sa nage favorite est la brasse. Elle a établi plusieurs records de Belgique en brasse et en quatre nages, en petit et en grand bassin.

## Carrière
Elle remporte la médaille de bronze aux championnats d'Europe en petit bassin 2011 à Szczecin. Elle y bat le record de Belgique du 200 m brasse en finale pour terminer en 3e place en 2 min 21 s 14.
Aux championnats d'Europe en petit bassin 2015 à Netanya, elle remporte la médaille d'argent sur 50 mètres brasse et la médaille d'or sur 200 mètres brasse en battant le record national sur les deux distances.
En 2018, elle remporte sa première médaille mondiale aux Championnats du monde en petit bassin à Hangzhou en terminant à la troisième place du 200 mètres brasse en 2 min 18 s 85.
En 2021, Fanny Lecluise décide de mettre un terme à sa carrière et de partir à la retraite, à l'âge de 29 ans.

## Vie privée
Elle a été la compagne du cycliste belge Victor Campenaerts.

## Résultats internationaux

### Jeux olympiques
| Discipline   | Londres 2012        | Londres 2012  |
| ------------ | ------------------- | ------------- |
| 200 m brasse | 19e                 | 2 min 27 s 30 |
|              | Rio de Janeiro 2016 |               |
| 100 m brasse | 27e                 | 1 min 8 s 80  |
| 200 m brasse | 17e                 | 2 min 27 s 16 |
|              | Tokyo 2021          |               |
| 100 m brasse | 26e                 | 1 min 7 s 93  |
| 200 m brasse | 8e (f)              | 2 min 24 s 57 |

### Championnats du Monde

#### En grand bassin de 50 m
| Discipline    | Rome 2009     | Rome 2009          |
| ------------- | ------------- | ------------------ |
| 200 m brasse  | 41e           | 2 min 32 s 93      |
| 200 m 4 nages | 32e           | 2 min 15 s 88      |
|               | Shanghai 2011 |                    |
| 200 m brasse  | 10e (df)      | 2 min 25 s 92 (RN) |
| 200 m 4 nages | 14e (df)      | 2 min 13 s 68 (RN) |
|               | Kazan 2015    |                    |
| 50 m brasse   | 10e (df)      | 31 s 04            |
| 100 m brasse  | 15e (df)      | 1 min 7 s 75       |
| 200 m brasse  | 10e (df)      | 2 min 23 s 83      |
|               | Gwangju 2019  |                    |
| 100 m brasse  | 8e (df)       | 1 min 6 s 97 (RN)  |
| 200 m brasse  | 7e (f)        | 2 min 25 s 23      |

#### En petit bassin de 25 m
- Championnats du monde 2018 (Hangzhou) :
  -  Médaille de bronze du 200 m brasse.

| Discipline    | Doha 2014     | Doha 2014          |
| ------------- | ------------- | ------------------ |
| 50 m brasse   | 9e (df)       | 30 s 33            |
| 100 m brasse  | 8e (f)        | 1 min 5 s 58       |
| 200 m brasse  | 11e           | 2 min 20 s 13 (RN) |
|               | Windsor 2016  |                    |
| 50 m brasse   | 8e (f)        | 30 s 45            |
| 100 m brasse  | 19e           | 1 min 6 s 44       |
| 200 m brasse  | 6e (f)        | 2 min 19 s 96      |
| 100 m 4 nages | 12e (df)      | 1 min 0 s 40       |
|               | Hangzhou 2018 |                    |
| 50 m brasse   | 7e (f)        | 30 s 41            |
| 100 m brasse  | 7e (f)        | 1 min 5 s 13       |
| 200 m brasse  | 3e (f)        | 2 min 18 s 85      |

### Championnats d'Europe

#### En grand bassin de 50 m
| Discipline        | Eindhoven 2008 | Eindhoven 2008    |
| ----------------- | -------------- | ----------------- |
| 200 m 4 nages     | 23e            | 2 min 20 s 70     |
| 400 m 4 nages     | 17e            | 4 min 59 s 20     |
|                   | Budapest 2010  |                   |
| 200 m brasse      | 11e (df)       | 2 min 29 s 58     |
| 200 m 4 nages     | 14e (df)       | 2 min 16 s 23     |
|                   | Debrecen 2012  |                   |
| 100 m brasse      | 25e            | 1 min 10 s 82     |
| 200 m brasse      | 8e (f)         | 2 min 30 s 12     |
|                   | Berlin 2014    |                   |
| 50 m brasse       | 16e (df)       | 32 s 25           |
| 100 m brasse      | 16e (df)       | 1 min 8 s 89      |
| 200 m brasse      | 8e (f)         | 2 min 28 s 38     |
|                   | Londres 2016   |                   |
| 50 m brasse       | 11e (df)       | 31 s 50           |
| 100 m brasse      | 12e (df)       | 1 min 8 s 38      |
| 200 m brasse      | 9e (df)        | 2 min 25 s 92     |
| 4 × 100 m 4 nages | 7e (f)         | 4 min 5 s 23 (RN) |
|                   | Glasgow 2018   |                   |
| 50 m brasse       | 15e (df)       | 31 s 57           |
| 100 m brasse      | 10e (df)       | 1 min 7 s 95      |
| 200 m brasse      | 6e (f)         | 2 min 26 s 01     |

#### En petit bassin de 25 m
- Championnats d'Europe 2011 (Szczecin) :
  -  Médaille de bronze du 200 m brasse.
- Championnats d'Europe 2015 (Netanya) :
  -  Médaille d'or du 200 m brasse.
  -  Médaille d'argent du 50 m brasse.
- Championnats d'Europe 2017 (Copenhague) :
  -  Médaille de bronze du 200 m brasse.

| Discipline     | Debrecen 2007   | Debrecen 2007      |
| -------------- | --------------- | ------------------ |
| 50 m dos       | 29e             | 29 s 41            |
| 100 m 4 nages  | 26e             | 1 min 4 s 48       |
| 200 m 4 nages  | 24e             | 2 min 18 s 20      |
| 400 m 4 nages  | 19e             | 4 min 56 s 56      |
|                | Rijeka 2008     |                    |
| 50 m dos       | 46e             | 29 s 35            |
| 100 m papillon | 42e             | 1 min 1 s 63       |
| 100 m 4 nages  | 29e             | 1 min 3 s 76       |
| 200 m 4 nages  | 25e             | 2 min 17 s 47      |
|                | Eindhoven 2010  |                    |
| 200 m brasse   | 5e (f)          | 2 min 25 s 60      |
| 200 m 4 nages  | 8e (f)          | 2 min 13 s 49      |
| 400 m 4 nages  | 17e             | 4 min 46 s 74      |
|                | Szczecin 2011   |                    |
| 100 m brasse   | 9e (f)          | 1 min 7 s 89       |
| 200 m brasse   | 3e (f)          | 2 min 21 s 14 (RN) |
| 200 m 4 nages  | 11e             | 2 min 11 s 41      |
|                | Chartres 2012   |                    |
| 100 m brasse   | 12e (df)        | 1 min 7 s 86       |
| 200 m brasse   | 4e (f)          | 2 min 22 s 18      |
| 200 m 4 nages  | 17e             | 2 min 13 s 47      |
| 400 m 4 nages  | 25e             | 4 min 56 s 31      |
|                | Herning 2013    |                    |
| 50 m brasse    | 14e (df)        | 30 s 88 (RN)       |
| 100 m brasse   | 25e             | 1 min 8 s 15       |
| 200 m brasse   | 11e             | 2 min 24 s 59      |
|                | Netanya 2015    |                    |
| 50 m brasse    | 2e (f)          | 29 s 84            |
| 100 m brasse   | 4e (f)          | 1 min 5 s 49       |
| 200 m brasse   | 1re (f)         | 2 min 18 s 49 (RN) |
| 100 m 4 nages  | 16e (df)        | 1 min 0 s 63       |
|                | Copenhague 2017 |                    |
| 50 m brasse    | 7e (f)          | 30 s 11            |
| 100 m brasse   | 7e (f)          | 1 min 5 s 45       |
| 200 m brasse   | 3e (f)          | 2 min 19 s 68      |

Légende
(df) : demi-finale, (f) : finale, (RN) : Record National